# Комплекс зданий губернской земской больницы
Комплекс больничных зданий губернской земской больницы — памятник истории и культуры Симферополя. Одно из старейших медицинских учреждений России и Крыма, непрерывно действующих на протяжении почти двухсот лет на одной территории. За эти годы участок менял название, но не менял медицинский профиль использования.

## История

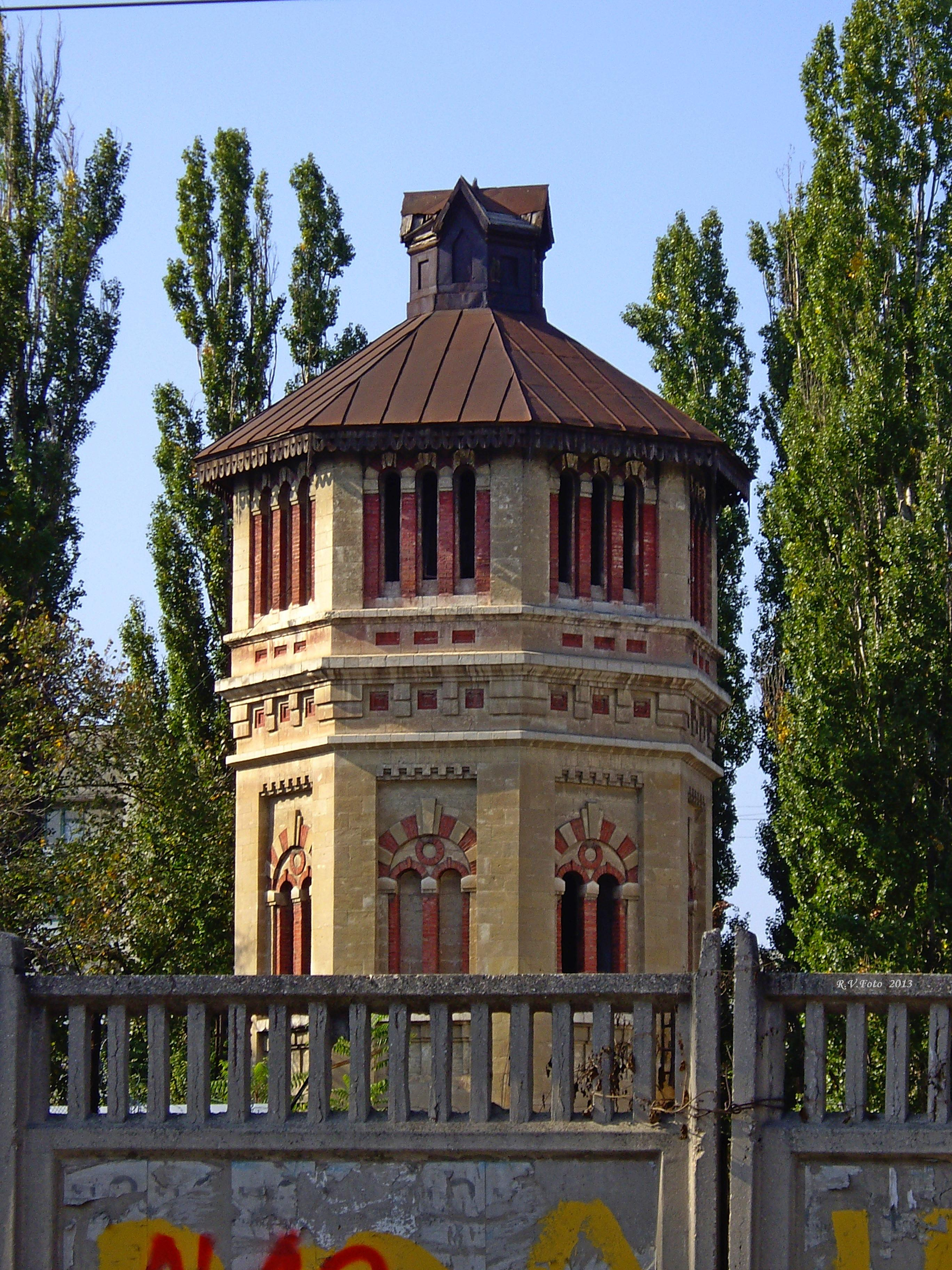
Памятник архитектуры «Водонапорная башня»

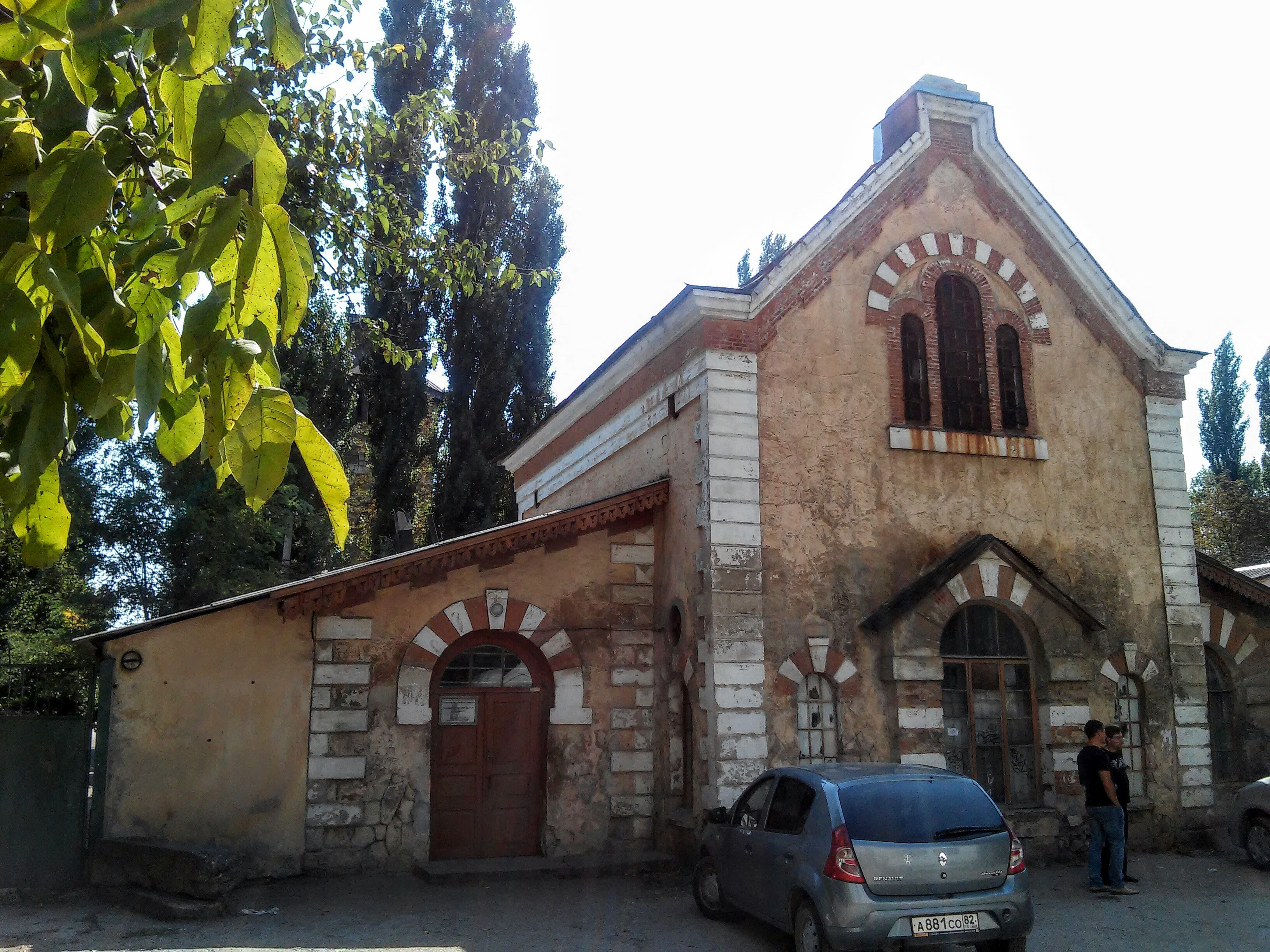
Памятник архитектуры «Часовня»

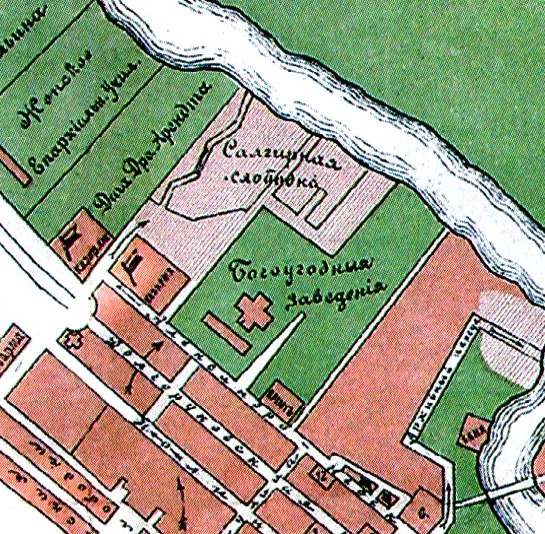
Богоугодные заведения Симферополя на плане города второй половины XIX века.

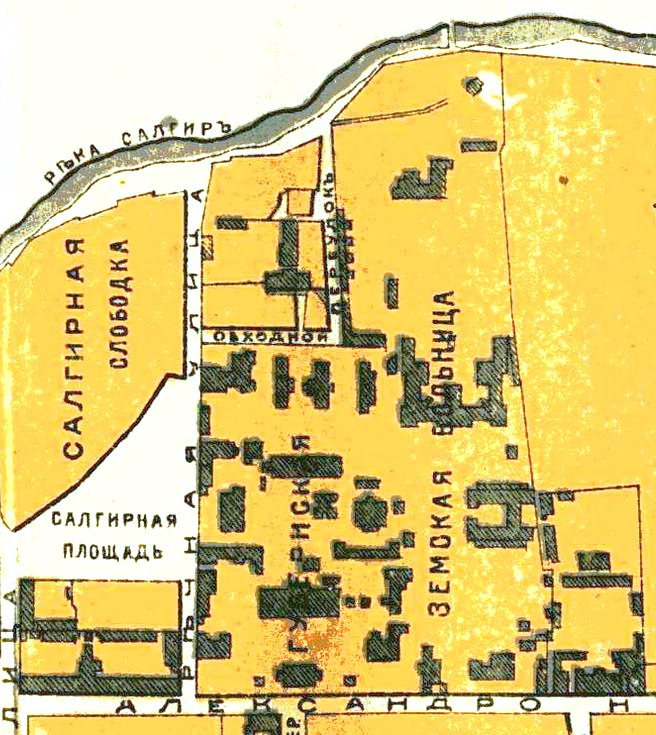
1914 год. Губернская земская больница на плане Симферополя.

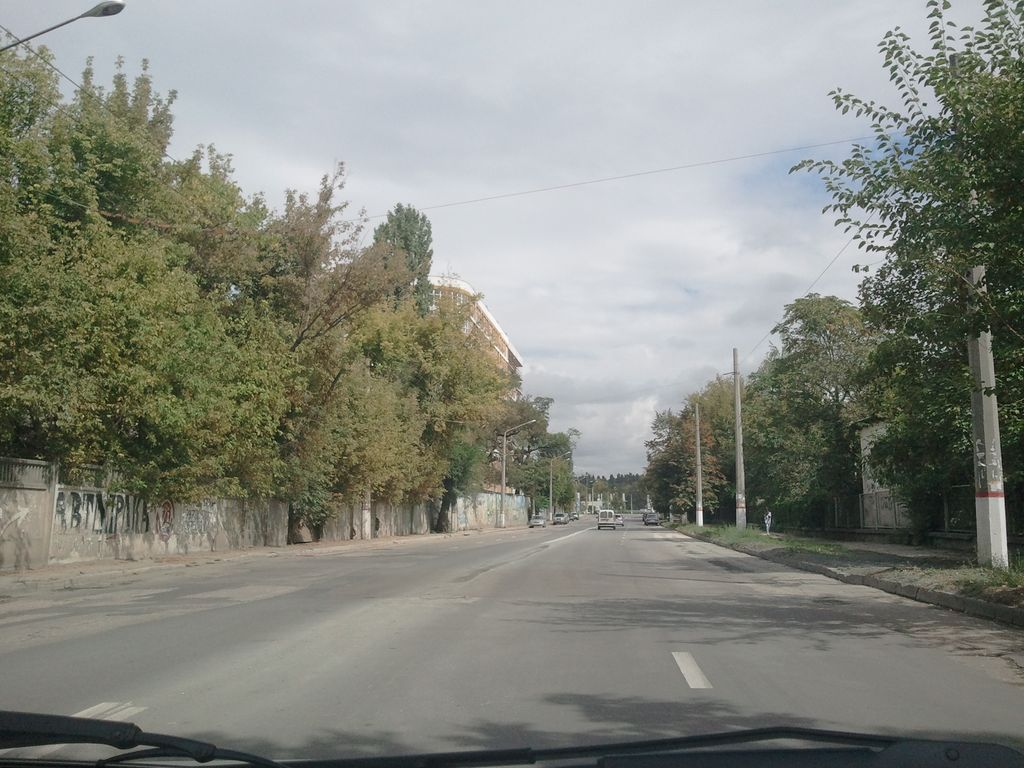
ул. Толстого. Слева забор больницы и строящийся ЖК "Парковый" на месте исторических мастерских больницы

В первой половине XIX века при въезде в город, тогда ещё в поле, на самой первой по времени улице Симферополя, возник комплекс «богоугодных заведений» — губернская земская больница (ул. Александра Невского, дом 27) и другие общественные дома. 01 ноября 1807 года в здании бывшего военного госпиталя и военной тюрьмы было открыто «Богоугодное заведение» на пятнадцать коек, с палатой на пять психиатрических кроватей, для призрения психически больных, безродных детей и богадельных.
В 1854—1858 годах в здании губернской больницы располагался госпиталь, где лечились раненые защитники Севастополя. Во время Крымской войны здесь работали хирург Н. И. Пирогов, терапевт С. П. Боткин и первые сёстры милосердия. Об этом сообщает мемориальная доска на здании.
В губернской больнице в 1876—1877 годах училась и работала С. Л. Перовская, которая поселилась на территории больницы вместе с другими курсистками и, кроме слушания лекций, дежурила по палатам, ухаживала за больными.
К концу XIX в. губернские богоугодные заведения на этой территории состояли из больницы на 80 человек, отделения для умалишённых на 265 человек, богадельни на 100 человек и родильного приюта. Их обслуживали «6 врачей, 3 фельдшера, 2 фельдшерицы, 2 ученика фельдшера, 1 акушерка, 8 надзирателей и надзирательниц, кроме прочего низшего служебного персонала».
7 марта 1942 года 338 пациентов (по другим сведениям 447 или 450 ) психоневрологической больницы были уничтожены в душегубках, а на территории создан концлагерь для офицеров Красной Армии. 12 марта 1942 года в машине гестапо главный врач Крымской областной психиатрической больницы Н. И. Балабан и его жена княжна Е.А. Нелидова покончили с собой, приняв яд. В этот же день оккупанты повесили ассистента кафедры психиатрии Г.И. Русина. Через несколько дней, при попытке ареста, ассистент Гришина покончила с собой, приняв яд.
В 1945 году для областной и Симферопольской городской экспертизы Облздравотделом было выделено бывшее помещение морга областной психиатрической больницы, и был утверждён небольшой штат морга.
Территория «губернской земской больницы» в советское время называлась «Клинический городок», «Больничный городок». Во второй половине XX века эта территория за психоневрологической клинической больницей и областным наркологическим диспансером.
Столь длительное существование медицинского объекта на этой территории оказало влияние на городской фольклор. В советское время улица Александра Невского была переименована в улицу Розы Люксембург. Местное выражение «на Розочку» эквивалентно «отправиться в психушку». Также существует городской мистический фольклор связанный с существованием на этой территории психоневрологической больницы и городского морга. По информации некоторых краеведов в XIX веке существовало больничное кладбище на противоположном берегу реки Салгир.

### Современность
В 2017 году на участке бывшей губернской земской больницы между городским моргом и берегом реки Салгир началось строительство жилого комплекса «Парковый» компании «Профессионалстрой».
По состоянию на 2018 год на территории бывшей губернской земской больницы расположены:
- ГБУЗ РК «Крымское республиканское бюро судебно-медицинской экспертизы» (городской морг)
- ГБУЗ РК «Клинический кожно-венерологический диспансер»
- ГБУЗ РК «Крымская республиканская клиническая психиатрическая больница № 1 им. Н.И. Балабана»
- Кафедра нормальной анатомии медицинской академии имени С. И. Георгиевского

## Памятники истории и культуры
На территории бывшей губернской земской больницы находятся следующие памятники под охраной государства.
| № п/п | Охранный (учётный) номер | Наименование памятника, дата события                               | Адрес                                                              | Нормативный документ постановки на учёт объектов культурного наследия (ОКН) | Охранная зона |
| ----- | ------------------------ | ------------------------------------------------------------------ | ------------------------------------------------------------------ | --------------------------------------------------------------------------- | --- |
| 1     | 4792-АР                  | Часовня, 1903                                                      | ул. Александра Невского (Р. Люксембург), 27, литер «1Д»            | Приказ Министерства культуры Украины от 22.11.2012 № 1364                   | Решение Крымского облисполкома от 22.05.1979 № 284 (радиус охранной зоны — 50 метров, располагается в квартале, ограниченном ул. Речной, Р. Люксембург и территорией больницы)                                                                                               |
| 2     | 4794-АР                  | Водонапорная башня, 1909                                           | ул. Александра Невского (Р. Люксембург), 27, литер «1Р»            | Приказ Министерства культуры Украины от 22.11.2012 № 1364                   | Решение Крымского облисполкома от 22.05.1979 № 284 (радиус охранной зоны — 50 метров, располагается в квартале, ограниченном ул. Речной, Р. Люксембург и территорией больницы)                                                                                               |
| 3     | 4793-АР                  | Лечебный корпус, 1901                                              | ул. Александра Невского (Р. Люксембург), 27, литер «Ю»             | Приказ Министерства культуры Украины от 22.11.2012 № 1364                   | Решение Крымского облисполкома от 22.05.1979 № 284 (радиус охранной зоны — 50 метров, располагается в квартале, ограниченном ул. Речной, Р. Люксембург и территорией больницы)                                                                                               |
| 4     | 123-АР                   | Здание госпиталя, в котором работал Н. И. Пирогов, начало XIX века | ул. Александра Невского (Р. Люксембург), 27, литер «Б», корпус № 3 | Приказ Министерства культуры и туризма Украины от 24.09.2008 № 1001/0/16-08 | Решение Крымского облисполкома от 22.05.1979 № 284 (радиус охранной зоны — 50 метров, располагается в квартале, ограниченном ул. Речной, Р. Люксембург и территорией больницы) Решение Крымского облисполкома от 15.01.1980 № 16 (охранная зона — в пределах площади здания) |